# Dasyvalgoides denticulatus
Dasyvalgoides denticulatus är en skalbaggsart som beskrevs av S. Endrödi 1952. Dasyvalgoides denticulatus ingår i släktet Dasyvalgoides och familjen Cetoniidae. Inga underarter finns listade i Catalogue of Life.